# يونوما (نييغاتا)
مدينة يونوما (بالإنجليزية: Uonuma)‏ هي أحد المدن التابعة لمحافظة نييغاتا. تأسست رسميًا في 01/11/2004. ويقدر عدد سكانها بـ 42334 نسمة حسب تقدير مكتب الإحصاء الياباني لعام 2012. تبلغ مساحة يونوما 946.93 كم2. بكثافة سكانية تبلغ 44.7 نسمة/كم2.

## معرض صور

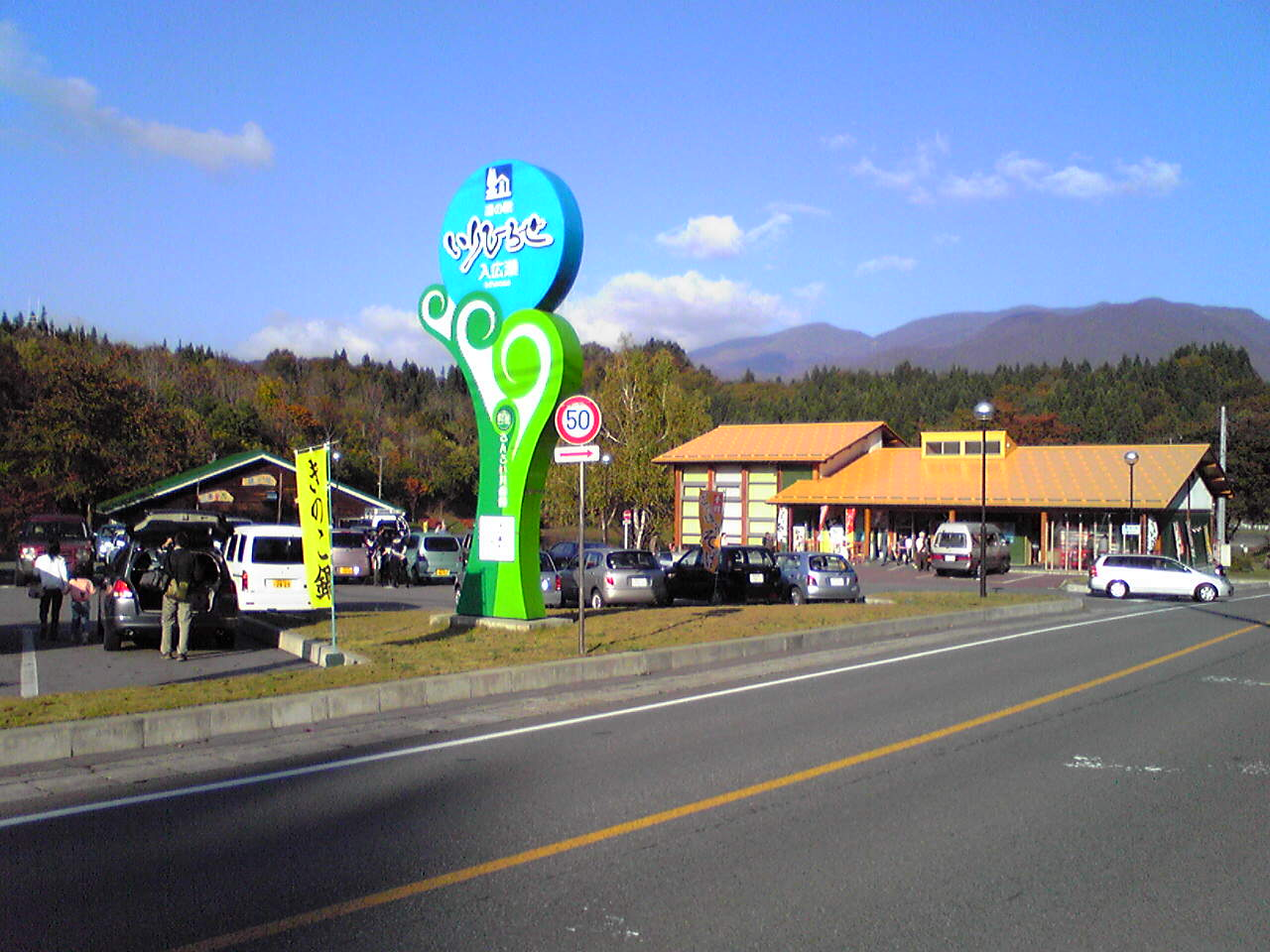
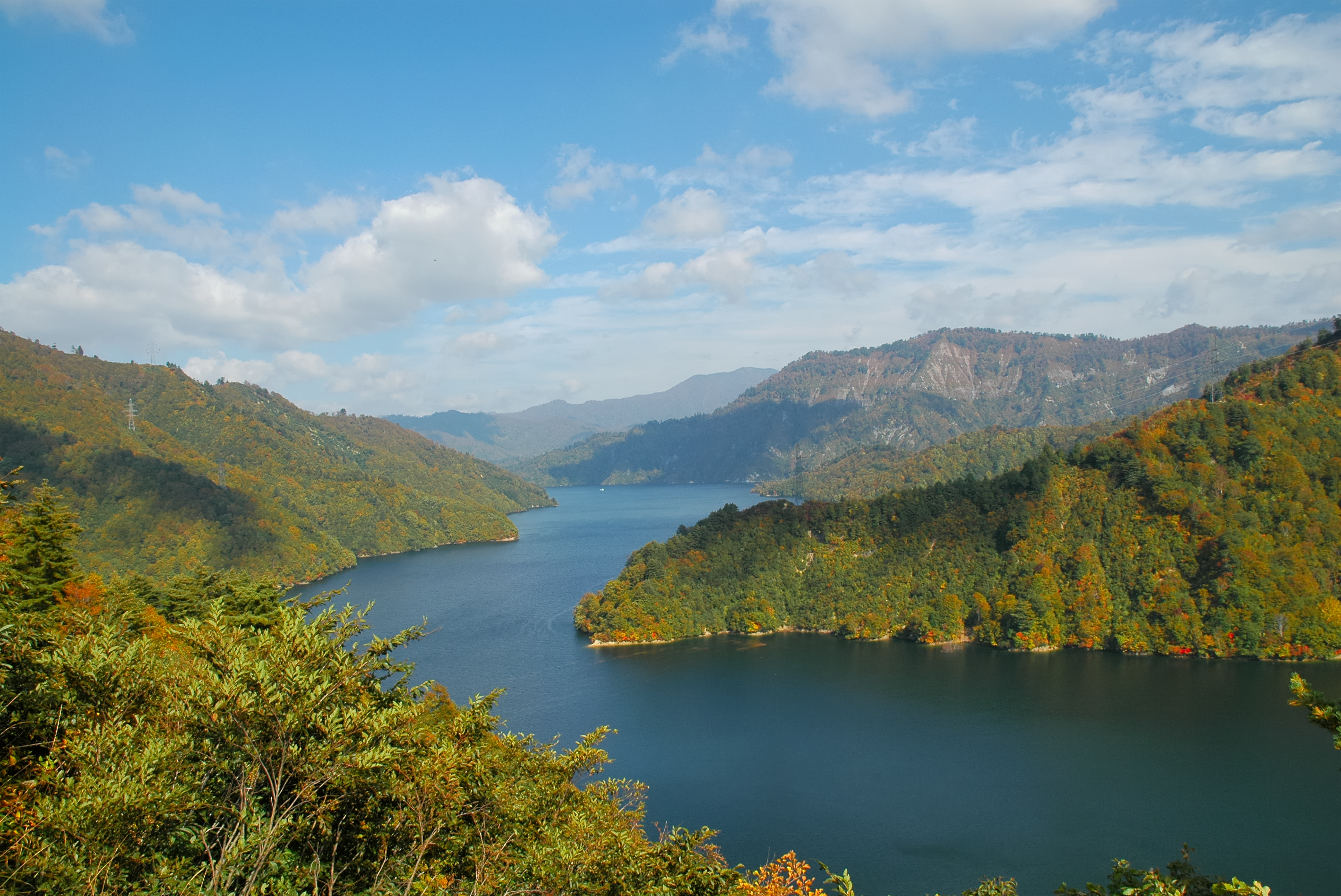
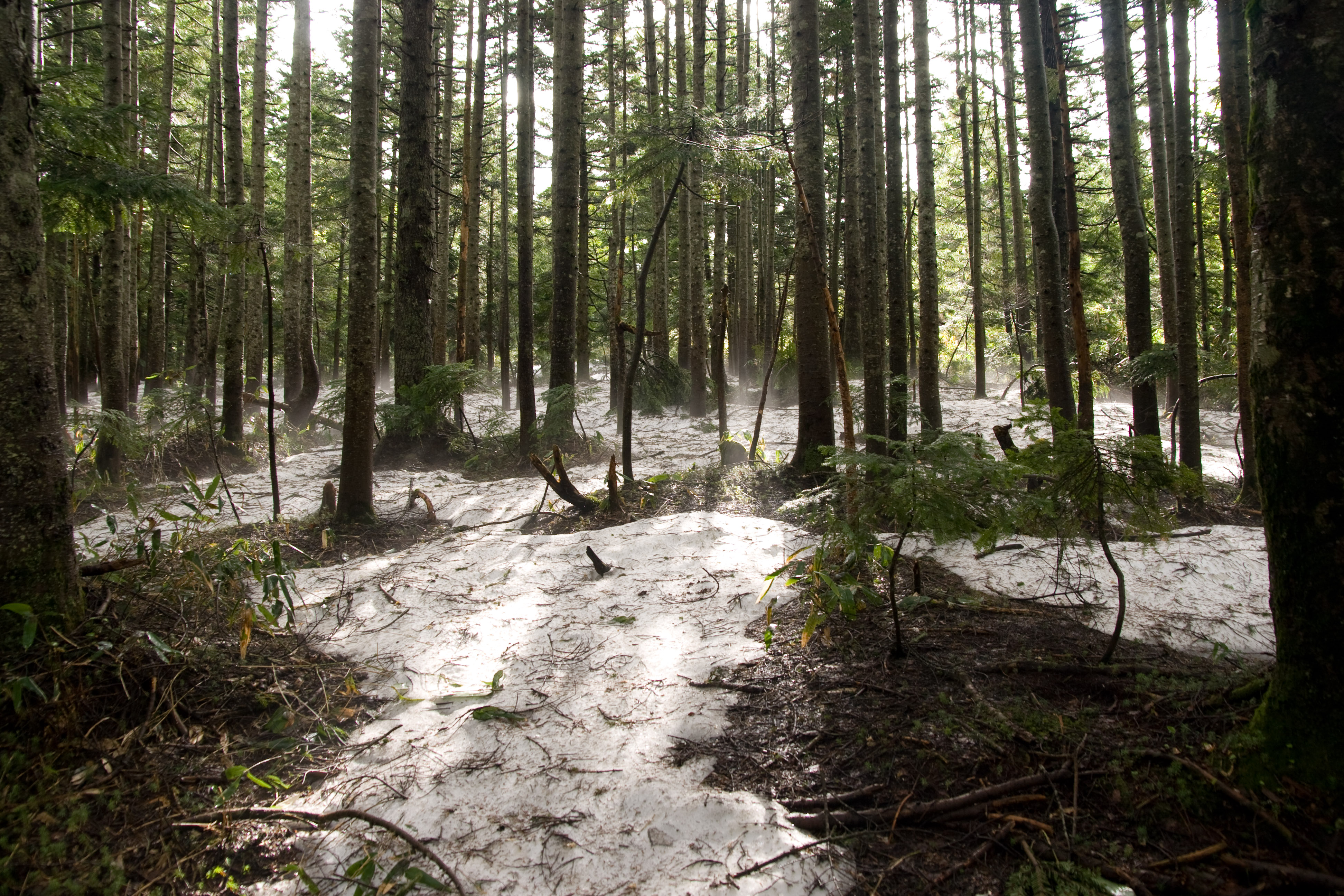

## أعلام
- كين واتانابي